# アメリカ陸軍訓練教義コマンド
アメリカ陸軍訓練教義コマンド（アメリカりくぐんくんれんきょうぎコマンド、英語: United States Army Training and Doctrine Command、 TRADOC）は、アメリカ陸軍の募集、訓練、教育を担任するコマンドである。その役割は陸軍全部隊が現在と将来のあらゆる戦場で敵を阻止し、勝利を獲得するため、常に変革を起こす原動力となることである。

## 特徴
TRADOCは、募集事務所1,400か所以上、予備役将校訓練課程（ROTC）設置大学937校、常備陸軍学校37校を運営し、毎年12万2,000名以上が参加するアメリカ陸軍基礎訓練と常時8州の初期軍事訓練を行い、戦闘中核的研究拠点8か所の指導、117か国からの留学生の教育、数千名に対する統合または省庁間教育を行っている。
毎年の訓練者または学生は50万名以上となる。 

## 前身
TRADOCは、アメリカ陸軍総軍（FORSCOM）とともに、バージニア州フォートモンローに所在していた大陸軍司令部（CONARC）から分割された。これはポスト・ベトナムの陸軍再編における主要な改革であった。CONARCが分割された理由は、その責任と統制範囲が広範囲に及び、効果的に業務の焦点を合わせることが出来なかったからである。この新編成は、アメリカ合衆国本土における主要な陸軍コマンドを機能的に再編成した。CONARC及び米陸軍戦闘開発コマンド（CDC）は廃止され、その任務はTRADOCとFORSCOMに振り分けられた。
TRADOCは、CDCから戦闘開発任務、CONARCから個人訓練任務を引き継ぎ、加えてCONARCから訓練センターと職種学校の主要な陸軍施設の指揮責任を請け負った。FORSCOMはCONARCから全ての師団と軍団（その施設を含む。）の指揮と即応態勢に関する作戦責任を請け負った。

## 編成
- 陸軍能力総合センター（2018年12月7日、アメリカ陸軍将来コマンドへ移管）[2]
- 非対称戦グループ
- 即応展開フォース
- 諸職種協同センター
  - ミッション・コマンド中核的研究拠点
  - 機動中核的研究拠点(歩兵学校、機甲学校）
  - 火力中核的研究拠点（防空学校、砲兵学校）
  - 航空中核的研究拠点（航空学校）
  - サイバー中核的研究拠点（サイバー学校、通信学校）
  - 諜報中核的研究拠点（諜報学校）
  - 機動支援中核的研究拠点（工兵学校、特殊武器学校、憲兵学校）
  - 後方支援中核的研究拠点（武器学校、輸送学校、需品学校、兵士支援研究所）
  - 上級曹長軍学校
- 陸軍募集コマンド
  - アメリカ陸軍eスポーツ
- 陸軍士官候補生コマンド
- 初期軍事訓練センター

## 歴代司令官
|      | 名前                               | 写真 | 着任           | 離任           |
| ---- | ---------------------------------- | ---- | -------------- | -------------- |
| 1    | 大将 ウィリアムE.デピュイ          |      | 1973年6月1日   | 1977年6月30日  |
| 2    | 大将 ドンA.スターリー              |      | 1977年7月1日   | 1981年7月31日  |
| 3    | 大将 グレンK.オーティス            |      | 1981年8月1日   | 1983年3月10日  |
| 4    | 大将 ウィリアムR.リチャードソン    |      | 1983年3月11日  | 1986年6月29日  |
| 5    | 大将 カールE.ヴォーノ              |      | 1986年6月30日  | 1987年6月11日  |
| 6    | 大将 マクスウェルR.サーマン        |      | 1987年6月29日  | 1989年8月1日   |
| 7    | 大将 ジョンW.フォス                |      | 1989年8月2日   | 1991年8月22日  |
| 8    | 大将 フレデリックM.フランクス, Jr  |      | 1991年8月23日  | 1994年10月26日 |
| 9    | 大将 ウィリアム・W・ハートゾッグ   |      | 1994年10月27日 | 1998年9月13日  |
| 10   | 大将 ジョンN.エイブラムス          |      | 1998年9月14日  | 2002年11月6日  |
| 11   | 大将 ケビンP.バーンズ              |      | 2002年11月7日  | 2005年8月8日   |
| 代理 | 中将 アンソニーR.ジョーンズ        |      | 2005年8月9日   | 2005年10月12日 |
| 12   | 大将 ウィリアムS.ウォレス          |      | 2005年10月13日 | 2008年12月7日  |
| 13   | 大将 マーティン・デンプシー        |      | 2008年12月8日  | 2011年4月11日  |
| 代理 | 中将 ジョンE.スターリング, Jr      |      | 2011年4月11日  | 2011年4月28日  |
| 14   | 大将 ロバートW.コーン              |      | 2011年4月29日  | 2014年3月14日  |
| 15   | 大将 デビッドG.パーキンズ          |      | 2014年3月14日  | 2018年3月2日   |
| 16   | 大将 スティーブン・J・タウンゼント |      | 2018年3月2日   | 2019年6月21日  |
| 17   | 大将 ポール・E・ファンク2世        |      | 2019年6月21日  | 現職           |